# Jens Bjerre (äventyrare)
Jens Bjerre, född 16 mars 1921 i Maribo på Lolland, död 17 februari 2020, var en dansk äventyrare, författare och filmare. 
Bjerre var utbildad journalist och var politisk redaktör på Aftenbladet 1943–1947. Under ockupationen av Danmark var han aktiv i danska motståndsrörelsen i BOPA. Från 1947 var han frilansande resejournalist och föredragshållare. Bjerre reste 1947 till Sydafrika, där han mötte san-folket och studerade deras kultur. Året därpå återvände han och spelade in filmen Kalahari, som ger en inblick i detta folks ritualer. På 1960-talet levde Bjerre en längre period tillsammans med aboriginerna i Northern Territory. Bjerre utgav fem böcker om sina resor och möten med naturfolk, hans sista bok är memoarerna "Forsvundne Verdner" (2005). Bjerre var ordförande för den danska Adventurers' Club 1977 och var fram till sin död den ende levande hedersmedlemmen av klubben.

## Resejournalistik
Som resejournalist skrev Bjerre talrika artiklar och reportage för danska och utländska tidningar och tidskrifter som Life Magazine, Paris Match och The London Illustrated News samt gjorde radioreportage från Afrika för BBC.

## Vetenskapliga expeditioner och föredrag
I samarbete med Royal Geographical Society i London och det danska Nationalmuseet företog Bjerre expeditioner till Kalahariöknen och Australiens inland. Han deltog även i flera av den australiska regeringens kartläggningsexpeditioner till okända delar av Nya Guinea och var med om att organisera och delta i Köpenhamns universitets Noona Dan-expedition till Stilla havet 1961-62. Han gjorde också insamlingar till Nationalmuseet från Nya Guinea.
Bjerre höll föredrag på universitet och museer i Danmark och på Harvard, Yale och Stanford i USA samt i National Geographic Society i Washington och Royal Geographical Society i London. Vidare talade han på den internationella antropologkongressen i Moskva 1964.

## Danska dokumentärfilmer
- Blandt menneskeædere på Ny Guinea
- Fra Cairo til Cap
- Himalaya. Verdens tag
- Kalahari. Afrikas buskmænd
- Atomtidens stenalderfolk. Australiens aboriginals
- På togt med Noona Dan
- Sydhavets glemte folk
- Det nye Kina
- Indiens sjæl